# Cantonul Collobrières
Cantonul Collobrières este un canton din arondismentul Toulon, departamentul Var, regiunea Provence-Alpes-Côte d'Azur, Franța.

## Comune
- Bormes-les-Mimosas
- Collobrières (reședință)
- Le Lavandou